# François Verwilt

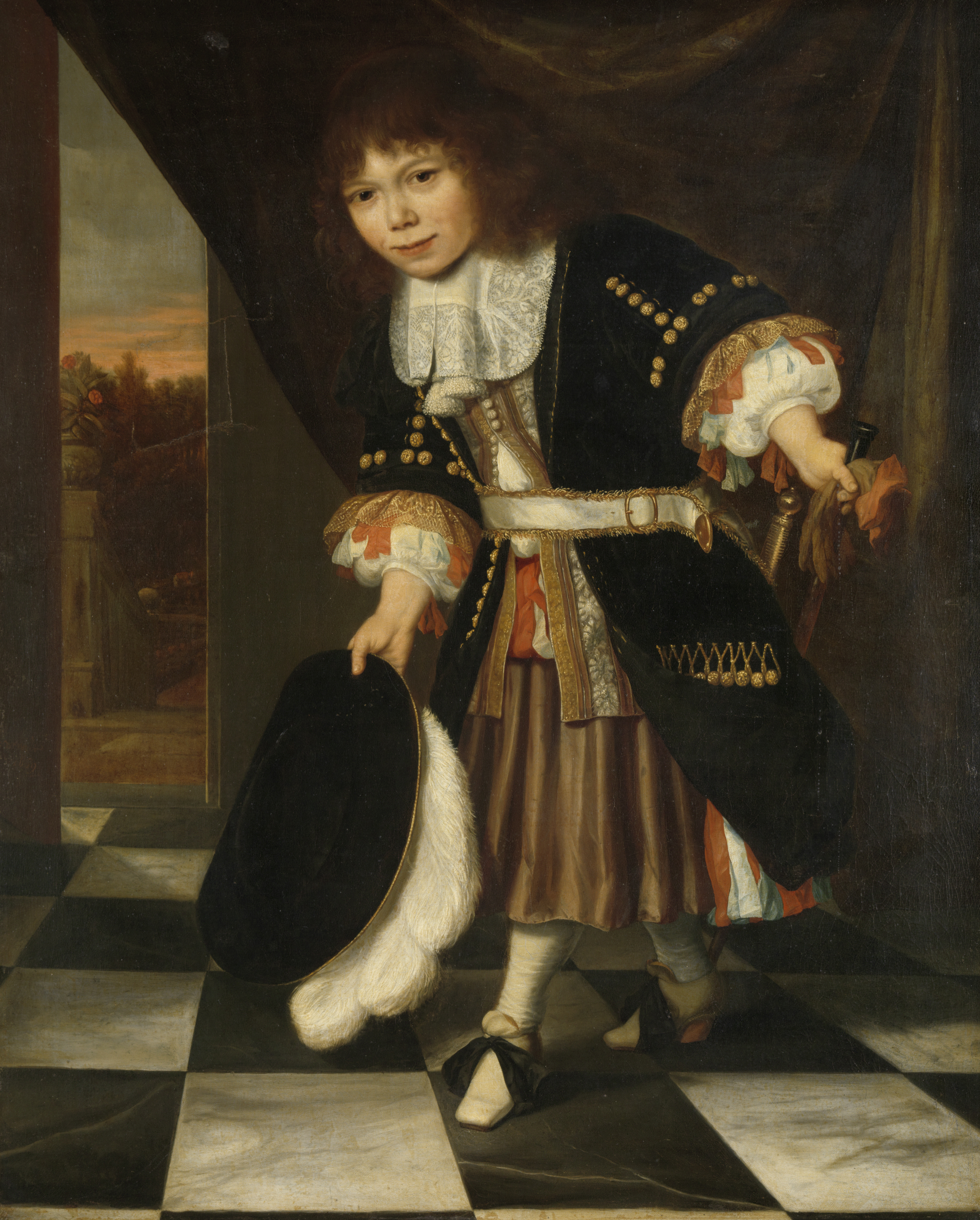
Het zoontje van den Admiraal (1669)

François Verwilt (Rotterdam, ca. 1620-1623 – Rotterdam, 8 augustus 1691) was een Noord-Nederlands schilder en tekenaar.

## Leven en werk
François of Frans Verwilt was een zoon van Adriaan Fransz Verwilt en Magdalena Viruly. Zowel zijn vader als zijn grootvader Willem Willemsz Viruly, waren uit Antwerpen afkomstige schilders. Verwilt werd opgeleid in de schilderkunst door zijn vader en Cornelis van Poelenburch. Hij woonde te Rotterdam en met tussenpozen in Zeeland, hij wordt vermeld in Middelburg (1643, 1661), Vlissingen (1653) en Veere (1667). Dat hij zich in Middelburg en Veere aansloot bij het Sint-Lucasgilde duidt er op dat hij van plan was er langer te verblijven. Hij schilderde en tekende onder meer landschappen, portretten genrestukken en Bijbelse voorstellingen. Een bekend schilderij van Verwilt is Het zoontje van den Admiraal (1669), dat hij schilderde voor de Rotterdamse schout-bij-nacht (later viceadmiraal) Jan Jansse van Nes en diens vrouw.
Cornelis de Bie schreef over hem in Het Gulden Cabinet van de Edel Vry Schilderconst (1662): 

DEn gheest van Poulenborgh is in Verwilt ghedaelt

Door al de seldsaemheyt die sijn Pinseel bemaelt,

Want t'gen ons Poulenborgh in Const heeft naerghelaten

En daermen over al de Faem soo hoort van praten.

Dat sietmen als in glas van treck tot treck ghestelt

Jn de Figuren die Verwilt heeft af-ghebelt,

Waer uyt te speuren is dat hy heeft waerghenomen

Sijn Meesers leeringh om soo hooch in Const te comen.

Daer niet in is te sien als een volmaeckt verstandt

Vereenicht met natuer aen gheest en Const verpandt.

Dit tuyght ons Rotterdam en meer Hollantse steden

Die t'loffelijck Pinseel, manier, Konst ende seden

Beooghen daghelijckx van hunnen gheest Verwilt

Die door sijn wetenschap (soo t'schijnt) Pictuer besielt,

En met het leven menght den sin van sijn schildrijen

Die Princen, Coninghen, en Hertoghen verleyen,

Pictura is soo eel, soo aenghenaem en schoon

Dat sy op weghen can, jae schepter ende croon.

Verwilt, die zijn ouders en zussen overleefde, stelde in 1689 een testament op, waarbij zijn nalatenschap werd vermaakt aan een aantal neven en nichten en aan de Remonstrantse kerk in Rotterdam. Hij bepaalde ook dat bij zijn uitvaart de kist zou worden gedragen door "veerthien brave jongmans van de Remonstrantsche Religie". Al zijn prenten, tekeningen en schildersbenodigdheden, waaronder wrijfstenen, verf, penselen en schildersdoeken, liet hij na aan zijn leerling Cornelis Cingelaar. Zo'n 130 schilderijen, van onder anderen zijn vader, Blokland, Crabbe, Poelenburch, Rubens, Herman Saftleven, Willeboorts en hemzelf, werden na zijn overlijden verkocht.

## Enkele werken

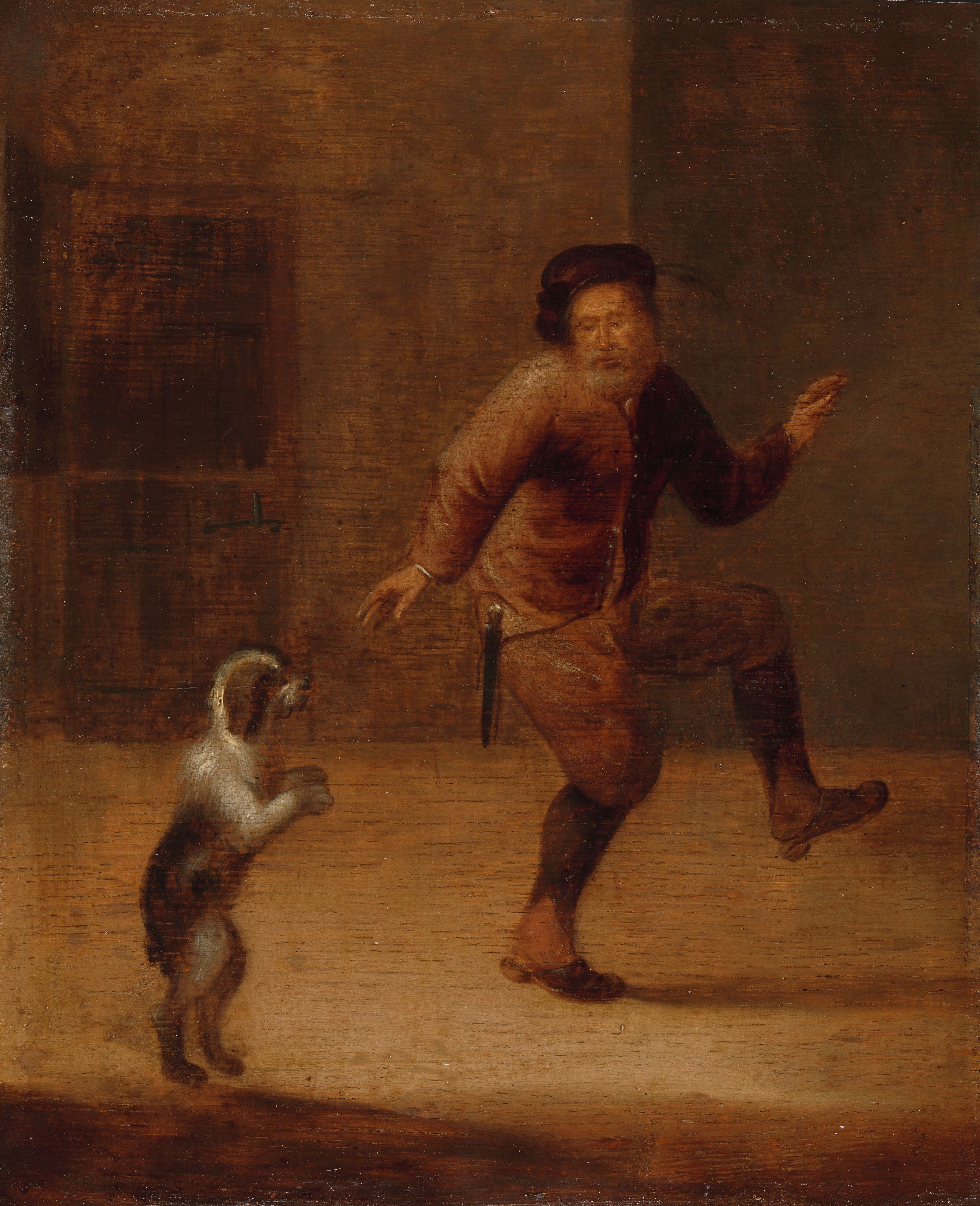
Een man dansend met een hond, collectie Rijksmuseum Amsterdam
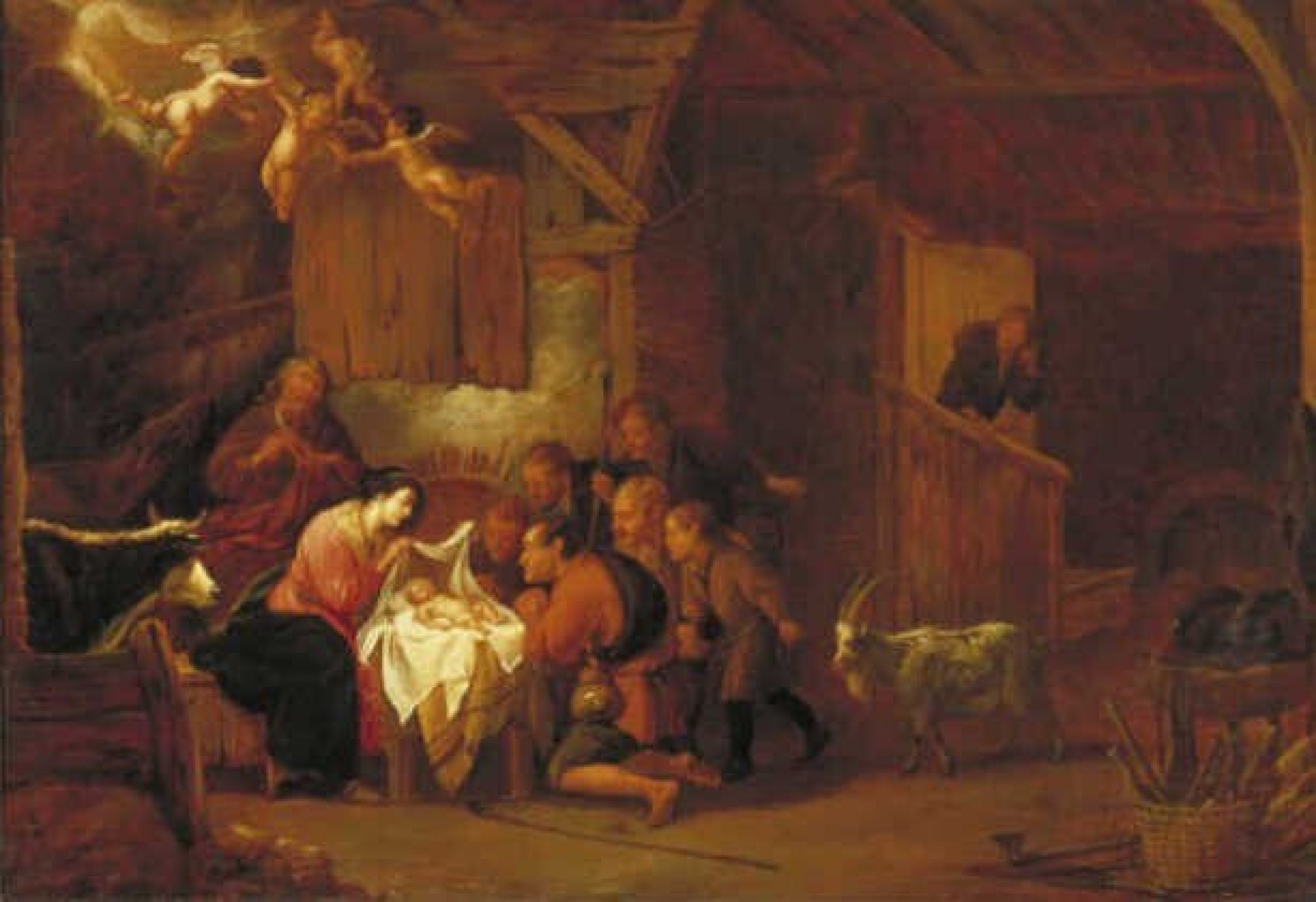
De aanbidding der herders, collectie Museum Boijmans Van Beuningen
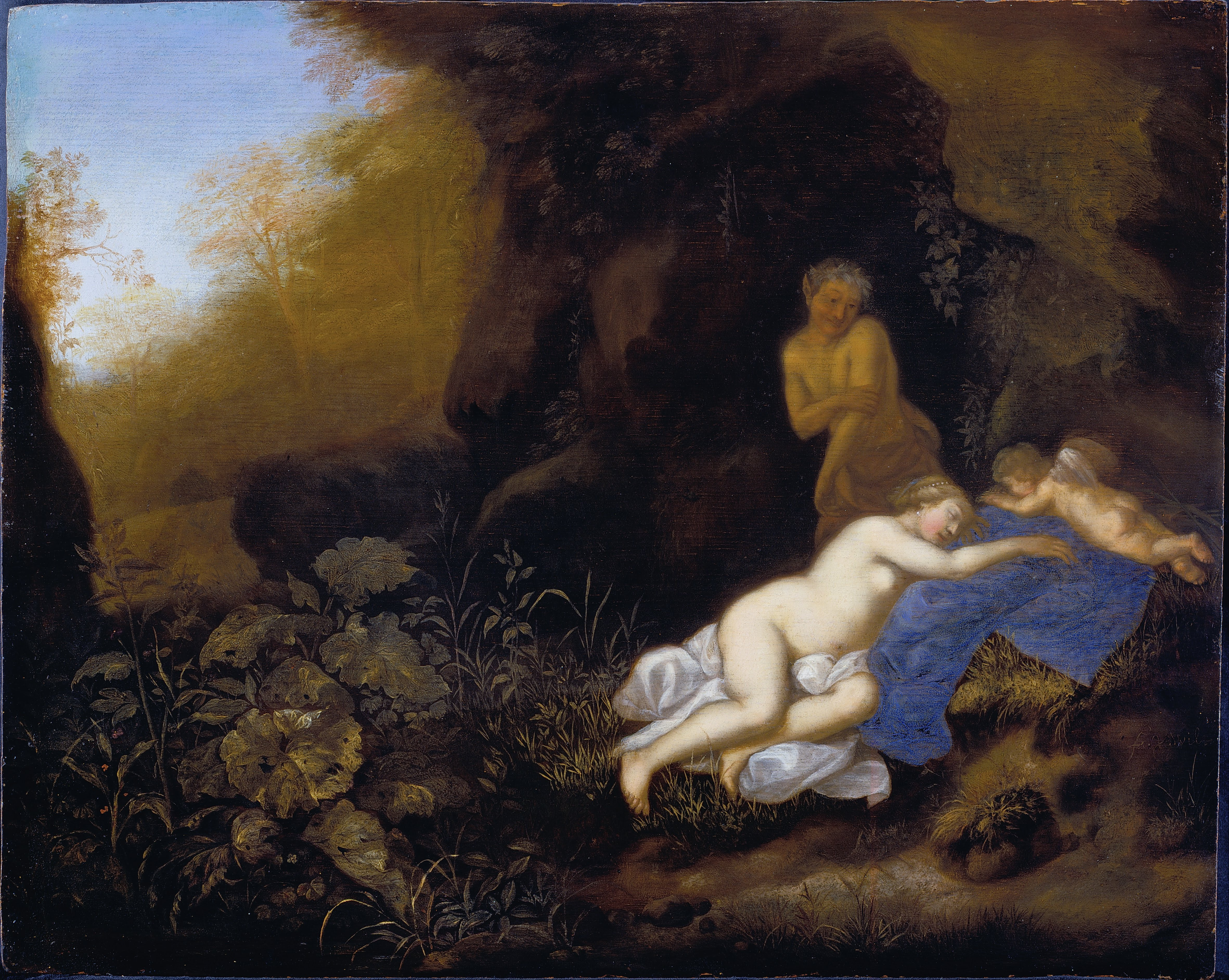
Jupiter en Antiope, collectie Dulwich Picture Gallery

- Biografisch Portaal: 51367197
- International Standard Name Identifier: 0000 0000 5355 3830
- Library of Congress Control Number: no2007058802
- RKD-Nederlands Instituut voor Kunstgeschiedenis: 80782
- Union List of Artist Names: 500021564
- Virtual International Authority File: 4708954
- WorldCat: E39PBJfxbGQt7HXqjR7xXWTfv3